# 동네 한 바퀴 (드라마)
《동네 한 바퀴》는 2006년 11월 25일에 MBC에서 방영한 베스트극장이다.

## 기획 의도
섬 여자들만을 위한 스쿠터 경주가 열리면서 박힌 돌 해녀와 굴러온 돌 다방 여자들이 각각 명예와 상금을 두고 우승을 향한 전면전을 치르게 된다. 그 과정의 그녀들을 통해 굴러온 돌과 박힌 돌이 더불어 살아가는 모습을 그려 보고자 한다.

## 등장 인물

### 주요 인물
- 임예진 : 해분 역 - 해녀, 섬토박지
- 성동일 : 이장 역 - 오봉리 이장, 해분의 남편
- 노현희 : 왕 마담 역 - 오봉리 오봉다방 마담
- 우현 : 고상태 역 - 오봉리 토박이
- 이경아 : 고부인 역 - 해녀, 고상태의 아내
- 민아령 : 미스 강 역 - 오봉다방 종업원, 일명 미스깡

### 그 외 인물
- 변신호 : 경선 할멍 역
- 박선희 : 막내 해녀 역